# Handlungsorte der Harry-Potter-Romane
In diesem Artikel werden wichtige Handlungsorte aus den sieben Bänden der Harry-Potter-Romanreihe von Joanne K. Rowling beschrieben.
In Klammern steht jeweils der englische Name, wie er in der englischsprachigen Originalausgabe der Romane verwendet wird. Fehlt diese Angabe, so sind die Namen in der deutschen und englischen Ausgabe identisch.
Neben diesem Artikel gibt es vier weitere, die wichtige Teile des Harry-Potter-Universums beschreiben:
- Figuren der Harry-Potter-Romane
- Begriffe der Harry-Potter-Romane
- Tiere der Harry-Potter-Romane
- Liste der Zaubersprüche und Flüche der Harry-Potter-Romane

## Hogwarts und Umgebung

### Hogwarts

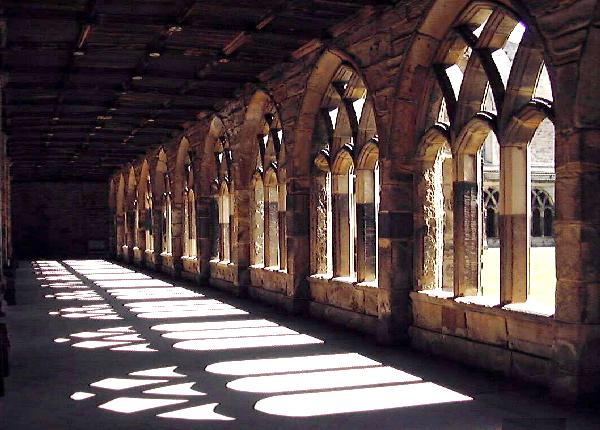
In diesem Kreuzgang der Durham Cathedral wurden Filmszenen im fiktiven Hogwarts gedreht

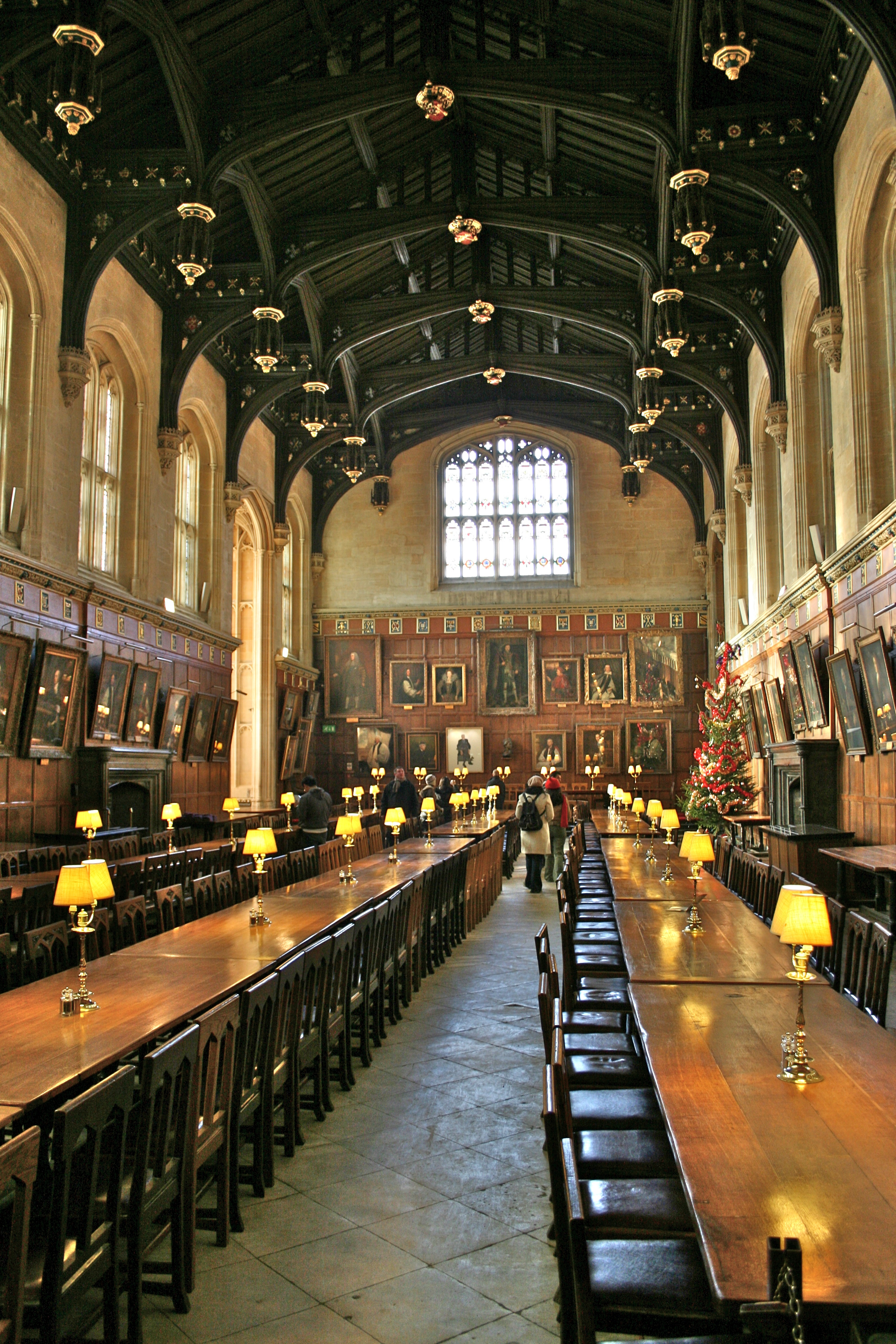
Das Vorbild zur „großen Halle“ findet man unter anderem im hier abgebildeten Saal des Christ Church Colleges in Oxford, aber auch in der Westminster Hall.

Die Hogwarts-Schule für Hexerei und Zauberei (Hogwarts School of Witchcraft and Wizardry) – Haupthandlungsschauplatz der Harry-Potter-Romane – ist eine der bedeutendsten Zaubererschulen der Welt und befindet sich in Schottland in der Nähe von Dufftown, eine Tagesreise mit dem Hogwarts-Express von London entfernt. Das Einzugsgebiet umfasst vor allem Großbritannien und Irland; es ist die einzige Zaubererschule im englischsprachigen Teil Europas.
In Hogwarts werden junge Hexen und Zauberer in verschiedenen Disziplinen der Zauberkunst unterrichtet. Nach fünf Schuljahren erlangen sie mit den ZAGs („Zaubergrade“) den ersten Abschluss. Im sechsten und siebten Schuljahr vertiefen die Schülerinnen und Schüler ihre Spezialgebiete als Grundlagen für ihren späteren Beruf. Am Ende des siebten Schuljahres steht die Abschlussprüfung zum UTZ („Unheimlich Toller Zauberer“).
Hogwarts wurde vor etwa tausend Jahren von den zwei Hexen Rowena Ravenclaw und Helga Hufflepuff und den beiden Zauberern Godric Gryffindor und Salazar Slytherin gegründet, die zur damaligen Zeit sehr mächtig und berühmt waren. Nach ihnen sind die vier Internatshäuser der Schule benannt: Gryffindor, Hufflepuff, Ravenclaw und Slytherin.
Das Motto von Hogwarts ist Draco dormiens nunquam titillandus (lateinisch, „Kitzle niemals einen schlafenden Drachen“). Joanne K. Rowling sagte später, sie habe ein praktisches Motto gewählt und kein so pathetisches wie „Greife nach den Sternen“.
Die Schule befindet sich in einem riesigen alten Schloss voller Magie und Geheimnisse. Dieses ist von unzähligen (magischen) Geheimgängen durchzogen und einige Treppen führen zu wechselnden Orten. Die Figuren in den Wandgemälden führen ein Eigenleben – sie können sprechen, sich bewegen und einander besuchen. Neben dem Poltergeist Peeves, der im Schloss sein Unwesen treibt, leben viele Geister zum Teil schon seit Jahrhunderten in Hogwarts. Es gibt auch einige besondere magische Räume wie z. B. die Kammer des Schreckens oder den Raum der Wünsche.
Hogwarts wird von einem Rektor geleitet: in den Bänden 1 bis 6 Albus Dumbledore, und seiner Stellvertreterin und späteren kommissarischen Nachfolgerin Minerva McGonagall. In Band 5 ist Dolores Umbridge kurzzeitig Rektorin.
In Band 7 ist Severus Snape Rektor.
Zur Schule gehört neben den Ländereien und einem Spielfeld für Quidditch auch der Verbotene Wald, in dem neben magischen Geschöpfen auch allerlei unangenehme Gestalten leben. Die Hauswirtschaft wird vom Hausmeister Argus Filch und einer Schar Hauselfen geleistet.
Rubeus Hagrid ist Keeper of Keys and Grounds. Eine seiner Aufgaben war es, die Erstklässler bei ihrer Ankunft in Hogwarts in Booten über den See zu führen.
Eine Vielzahl an Zaubern schützt Hogwarts vor der Entdeckung durch Muggel. Sollte ein Muggel zufällig am Schloss vorbeikommen, so sieht er nur eine vermoderte alte Ruine mit einem Schild über dem Eingang „Achtung, kein Zutritt, Einsturzgefahr“. Ebenso gibt es Zauber, wie beispielsweise das Apparieren und Disapparieren, die auf dem Gelände der Schule nicht ausgeführt werden können. 
Neben Hogwarts gibt es weitere bekannte Zaubererschulen in anderen Ländern. In Südfrankreich befindet sich zum Beispiel die Beauxbatons-Akademie, geleitet von Olympe Maxime, und in Osteuropa das Durmstrang-Institut, bis zum Ende von Band 4 geleitet von Igor Karkaroff. Letzterer ist bekannt dafür, Zauberern auch die „dunklen Künste“ beizubringen.

#### Die Kammer des Schreckens
Die Kammer des Schreckens (Chamber of Secrets, wörtlich also „Kammer der Geheimnisse“) ist ein geheimes Kellergewölbe tief unter Hogwarts, das in der Gründungszeit von Salazar Slytherin ohne Wissen der anderen drei Gründer angelegt worden war. Der Legende nach lebte dort seit Urzeiten ein Monster, das die Schule eines Tages bei Öffnung der Kammer durch Slytherins Erben von allen nicht reinblütigen Schülern „säubern“ sollte; für die Existenz der Kammer und des Monsters wurde jedoch nie ein Beweis gefunden. Der Zugang zur Kammer wird im zweiten Band in einer wenig benutzten Mädchentoilette, die der Maulenden Myrte als „Wohnstätte“ dient, gefunden und das in der Kammer lebende Monster, ein Basilisk, von Harry Potter getötet. In Band 7 holen Ron und Hermine die verbliebenen Basiliskenzähne aus der Kammer des Schreckens, um einen Horkrux zu zerstören.

#### Der Raum der Wünsche
Der Raum der Wünsche (Room of Requirement, wörtlich also „Raum des Bedarfs“) liegt in der Nähe des Wandbehangs von Barnabas dem Bekloppten in Hogwarts. Der Eingang erscheint nur dann in der kahlen Wand, wenn man den Raum wirklich benötigt. Um ihn sichtbar zu machen, muss man dann drei Mal hintereinander an der Wand vorbeigehen und dabei an das denken, was man benötigt – der Raum erscheint dann mit entsprechender Ausstattung.
Der Raum kann bei Bedarf auch als „Raum der Verborgenen Dinge“ (Room of Hidden Things) erscheinen. Dann sehen ihn alle, die ihn betreten, als eine riesige, kathedralenartige Halle, in der alle Dinge, die je irgendjemand darin verbarg, aufgestapelt herumliegen. Ihn hat in dieser Form Tom Riddle herbeigewünscht, der glaubt, er allein kenne diesen Raum. Aus diesem Grund hält er den Raum für das sicherste seiner Horkrux-Verstecke.
Harry Potter und seine Freunde benutzen den Raum im fünften Band für die Treffen von „Dumbledores Armee“, im sechsten Band repariert Draco Malfoy in diesem Raum das Verschwindekabinett, durch das später die Todesser von Borgin & Burkes aus (wo das Gegenstück steht) in das Schloss eindringen. Harry Potter versucht verzweifelt, in diesen Raum einzudringen, um Draco Malfoy an der Durchführung dieses Planes zu hindern. Er gelangt aber erst in den Raum, als er ein Versteck für das Zaubertrank-Buch des Halbblut-Prinzen sucht, das er Snape aus einem unguten Gefühl heraus nicht aushändigen will.
Sibyll Trelawney gelangt in den Raum, um ihren Sherry dort zu verstecken, wird aber von Draco Malfoy (den sie aber nicht erkennt) vertrieben.
Albus Dumbledore erwähnt den Raum erstmals im vierten Band; er war einmal verzweifelt auf der Suche nach einer Toilette und fand einen Raum voller Nachttöpfe.
Im siebten Teil wird der Raum von Neville Longbottom genutzt, um der Gefangennahme zu entgehen. Er dient als Versteck für verfolgte Mitschüler Hogwarts und als Hauptquartier der wiederbelebten DA (Dumbledores Armee). Weiterhin erzeugt der Raum, nachdem die Notwendigkeit auftaucht, Nahrung für die sich versteckenden Insassen zu besorgen, einen Geheimgang, der direkt nach Hogsmeade in die Bar von Dumbledores Bruder Aberforth führt. Durch diesen Gang betreten Harry Potter, Ron Weasley und Hermine Granger Hogwarts auf der Suche nach dem fünften Horkrux und, dem Ruf Neville Longbottoms folgend, diverse weitere Mitglieder der DA und des Ordens des Phoenix, um ihnen dabei zu helfen. Ebenso wird durch ihn die Evakuierung Hogwarts vor der zweiten Schlacht um Hogwarts betrieben.
Während der folgenden Schlacht öffnet Harry Potter den Raum der Wünsche als „Raum der Verborgenen Dinge“, um das Diadem von Rowena Ravenclaw, den fünften Horkrux Voldemorts, zu finden. Der komplette Inhalt des Raums, einschließlich des Horkruxes und des Zaubertrankbuchs des Halbblut-Prinzen (letzteres allerdings ohne explizite Erwähnung), wird durch ein von Vincent Crabbe ausgelöstes magisches Feuer zerstört.

#### Die Große Halle

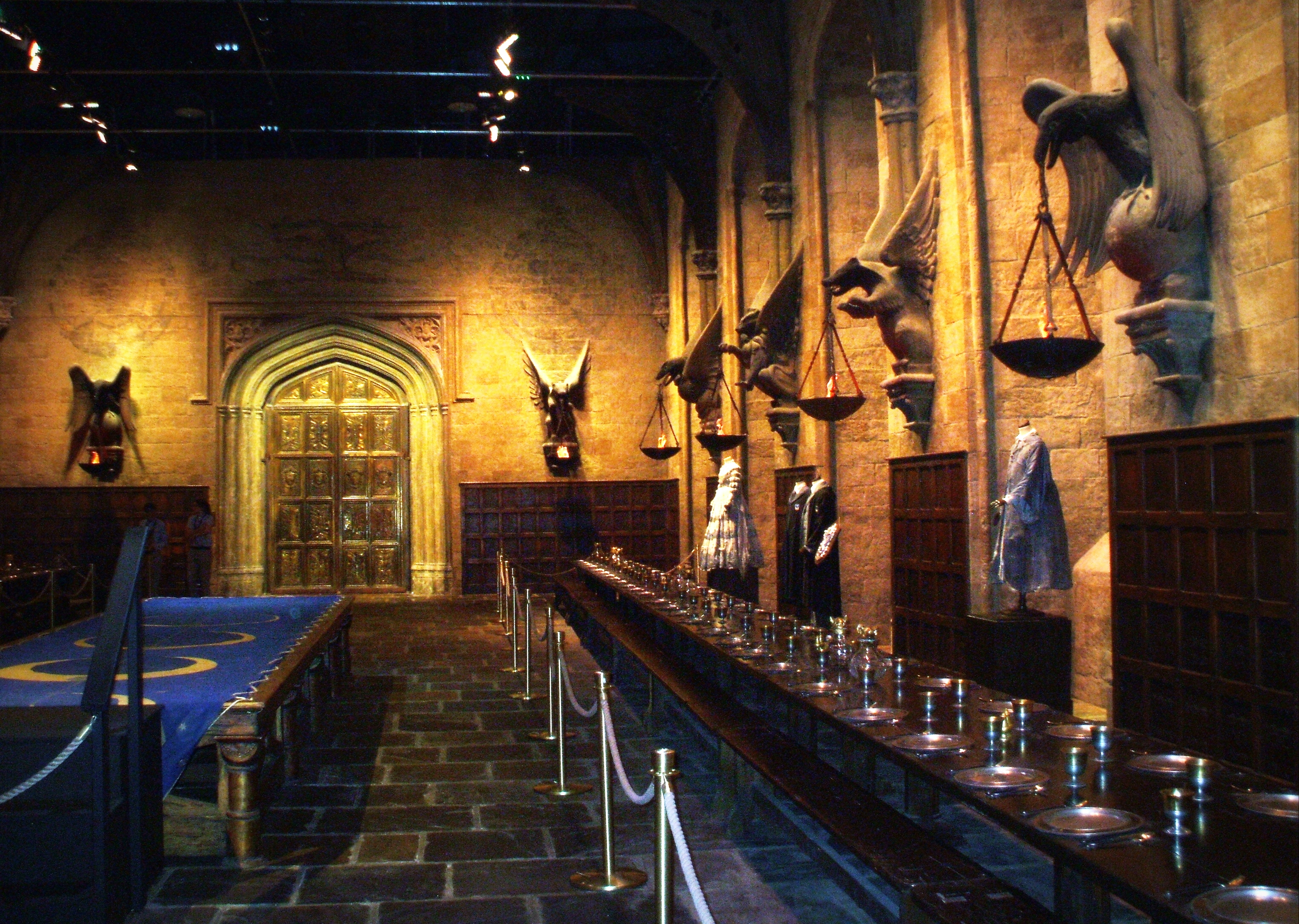
Filmkulisse die „große Halle“, Hogwarts

Die Große Halle (Great Hall) ist der zentrale Veranstaltungsraum im Schloss. Sie dient überwiegend als Speisesaal, an deren vier langen Tischen die Schüler der vier Häuser in Hogwarts ihre Mahlzeiten einnehmen. Die Speisen werden direkt unterhalb der Halle in der Schlossküche, die sich über die ganze Länge der Halle erstreckt, von den Hauselfen Hogwarts zubereitet und magisch nach oben transportiert. Quer zu den Tischen steht am Kopfende der Halle auf einem erhöhten Podest der Lehrertisch mit dem Stuhl des Rektors in der Mitte. Die Decke der Halle ist verzaubert und sieht immer so aus, wie der Himmel draußen.
In der Halle schreiben außerdem die Schüler nach einer Umdekoration an Einzeltischen ihre UTZ- und ZAG-Prüfungen und müssen gelegentlich auch dort schlafen, wenn einer der Gemeinschaftsräume unzugänglich ist, wie etwa der der Gryffindors im dritten Band. Zum Ende eines Schuljahres wird die Halle in den Farben des Hauses ausgeschmückt, welches den Hauspokal gewonnen hat. Zu Weihnachten, Halloween und anderen Festen ist die Halle besonders herausgeputzt. Der für die 6. Klassen angebotene (Teilnahme freiwillig) Apparier-Kurs findet alljährlich in der Großen Halle statt, die üblichen Antiapparier-Zauber, die Hogwarts umgeben, müssen zu diesem Zweck aufgehoben werden. Die Auswahl der Teilnehmer am Trimagischen Turnier fand in der Großen Halle statt, die Champions versammelten sich anschließend in einem kleinen Anbau der Großen Halle. Auch der Weihnachtsball anlässlich des Trimagischen Turniers fand in der Großen Halle statt. Der entscheidende Kampf zwischen Harry Potter und Lord Voldemort wurde in der Großen Halle ausgetragen (Harry Potter und die Heiligtümer des Todes (Buch)).

#### Die Häuser
Am ersten Tag eines jeden Schuljahres werden alle neuen Schüler vom Sprechenden Hut auf die vier Internatshäuser verteilt: Gryffindor, Hufflepuff, Ravenclaw und Slytherin. Der Hut entscheidet anhand des Charakters des Schülers über seine zukünftige Hauszugehörigkeit. Jedem Haus steht einer der Professoren vor. Die Häuser stellen einen familiären Rückhalt dar: Jeder Schüler schläft im Schlafsaal seines Hauses, verbringt seine Freizeit unter seinesgleichen, z. B. im Gemeinschaftsraum, und isst am jeweiligen Tisch. Nur der Unterricht wird gemeinsam in Klassen mit Schülern aus anderen Häusern gehalten. Jedes Haus hat ein eigenes Wappen und eigene Farben. Zudem gehört zu jedem Haus ein eigener Geist.
Zwischen den Häusern herrscht ein Wettbewerb: Für richtige Antworten im Unterricht bekommen die Schüler Punkte für ihr Haus. Ebenso wird von manchen Professoren pro-soziales Verhalten mit Punkten belohnt. Für schlechtes Betragen und anstelle von (oder zusätzlich zu) Strafarbeiten werden Punkte abgezogen. Das Haus, das am Ende des Schuljahres die meisten Punkte hat, erhält den Hauspokal.
Jedes Haus hat seine eigene Quidditch-Mannschaft, die um den jährlichen Turniersieg spielt.
Die vier Häuser wurden nach ihren Gründern benannt:

##### Gryffindor
- Gründer: Godric Gryffindor

Wappen des Hauses Gryffindor

- Wappen: goldener Löwe auf rotem Grund
- Hausfarben: Gold und Scharlachrot
- Hauslehrerin: Prof. Minerva McGonagall
- Hausgeist: Sir Nicholas de Mimsy-Porpington (genannt der Fast Kopflose Nick)
- Ort des Hauses im Schloss: im Nordturm im siebten Stock, hinter dem Bild der fetten Dame
- Bekannte Schüler des Hauses: Harry Potter, Ron Weasley, Hermine Granger, Ginny Weasley, Fred und George Weasley, Lee Jordan, Neville Longbottom, Lavender Brown, Seamus Finnigan, Dean Thomas, Parvati Patil, Colin und Dennis Creevey, Romilda Vane, Demelza Robins, Jimmy Peakes, Richie Coote
- Bekannte Absolventen des Hauses: James Potter, Lily Evans, Sirius Black, Minerva McGonagall, Remus Lupin, Molly Weasley, Arthur Weasley, Bill Weasley, Charlie Weasley, Percy Weasley, Peter Pettigrew, Oliver Wood, Angelina Johnson, Alicia Spinnet, Katie Bell, Cormac McLaggen, Albus Dumbledore

Tapferkeit und Mut werden als typische Tugenden der Gryffindors hervorgehoben.
Harry Potter spielt seit seinem ersten Jahr im Quidditch-Team seines Hauses. Unter seiner Mitwirkung hat Gryffindor im 3., 5. und 6. Jahr und damit drei Mal in Folge den Quidditchpokal gewonnen (im 4. Jahr fand wegen des Trimagischen Turniers keine Quidditch-Meisterschaft statt). In seinen ersten drei Schuljahren hat Gryffindor auch jedes Mal den Hauspokal gewonnen (in den Bänden 4, 5 und 6 wird darüber keine Angabe gemacht.). Im sechsten Jahr wird Harry Potter außerdem zum Kapitän der Quidditch-Mannschaft von Gryffindor ernannt.

##### Hufflepuff
- Gründerin: Helga Hufflepuff

Wappen des Hauses Hufflepuff

- Wappen: schwarzer Dachs auf gelbem Grund
- Hausfarben: Schwarz und Gelb
- Hauslehrerin: Prof. Pomona Sprout
- Hausgeist: Der „Fette Mönch“
- Ort des Hauses im Schloss: in einem Keller in der Nähe der Küche, der allerdings wie ein Salon eingerichtet ist
- Bekannte Schüler des Hauses: Cedric Diggory, Ernie MacMillan, Hannah Abbott, Susan Bones, Justin Finch-Fletchley, Zacharias Smith
- Bekannte Absolventen des Hauses: Pomona Sprout, Nymphadora Tonks, Newt Scamander, Amos Diggory, Hepzibah Smith

In Hufflepuff wird Wert darauf gelegt, dass die Schüler mit jedem einen unvoreingenommenen Umgang pflegen und keine Vorurteile hegen. Gerechtigkeit, Treue und Fleiß werden als typische Tugenden der Hufflepuffs hervorgehoben.

##### Ravenclaw
- Gründerin: Rowena Ravenclaw

Wappen des Hauses Ravenclaw

- Wappen: bronzener Adler auf blauem Grund
- Hausfarben: Bronze und Blau
- Hauslehrer: Prof. Filius Flitwick
- Hausgeist: Helena Ravenclaw, Tochter der Hausgründerin, auch genannt die „Graue Dame“
- Ort des Hauses im Schloss: in einem der Türme, hinter der Tür mit dem Türklopfer in Form eines Adlerkopfes
- Bekannte Schüler des Hauses: Luna Lovegood, Cho Chang, Padma Patil, Michael Corner, Terry Boot, Anthony Goldstein, Marietta Edgecombe, Marcus Belby
- Bekannte Absolventen des Hauses: Filius Flitwick, Penelope Clearwater, Roger Davis, Garrick Ollivander, Gilderoy Lockhart

Intelligenz, Gelehrsamkeit und Weisheit werden als typische Tugenden der Ravenclaws hervorgehoben.

##### Slytherin
- Gründer: Salazar Slytherin

Wappen des Hauses Slytherin

- Wappen: silberne Schlange auf grünem Grund
- Hausfarben: Silber und Grün
- Hauslehrer: bis Band 6: Prof. Severus Snape / Band 7: Prof. Horace Slughorn
- Hausgeist: Der „Blutige Baron“
- Ort des Hauses im Schloss: im hintersten Teil des dunklen Kerkers, unter dem schwarzen See
- Bekannte Schüler des Hauses: Draco Malfoy, Vincent Crabbe, Gregory Goyle, Pansy Parkinson, Theodore Nott, Millicent Bulstrode, Blaise Zabini, Adrian Pucey, Terence Higgs, Miles Bletchley
- Bekannte Absolventen des Hauses: Lord Voldemort (Tom Vorlost Riddle), Severus Snape, Horace Slughorn, Lucius Malfoy, Bellatrix Lestrange, Narzissa Malfoy, Regulus Black, Walden Macnair, Marcus Flint, Dolores Umbridge

Die zielstrebigsten und ehrgeizigsten, aber vor allem „reinblütigen“ Schüler, die zum Erreichen ihrer Ziele auch nicht vor List und Tücke zurückschrecken, finden in Slytherin ihren Platz.
Im Gegensatz zu den anderen drei Schulgründern wollte Salazar Slytherin nur reinblütige Schüler in Hogwarts aufnehmen. Diese Kontroverse führte wahrscheinlich dazu, dass er die Schule verließ und die Kammer des Schreckens zurückließ. Ein Jahrtausend später werden Slytherins Ansichten immer noch von den meisten Angehörigen seines Hauses vertreten. Und tatsächlich werden nur reinblütige Zauberer und Hexen (und einige wenige Halbblüter, z. B. Lord Voldemort und Severus Snape) vom Sprechenden Hut diesem Haus zugeteilt. Die meisten Anhänger Voldemorts, die Todesser, stammen aus diesem Haus; viele hatte er bereits während seiner Schulzeit um sich geschart.
Harry Potter wird vom Sprechenden Hut geweissagt, dass ihm Slytherin „auf dem Weg zur wahren Größe helfen wird“. Er entscheidet sich jedoch gegen Slytherin und wird dem Haus Gryffindor zugeteilt.

### Hogsmeade
Hogwarts liegt in der Nähe des Dorfes Hogsmeade, von dem es heißt, es sei der einzige Ort in ganz Großbritannien, in dem ausschließlich Zauberer leben. Ab dem dritten Schuljahr dürfen Schüler von Hogwarts mit der Einverständniserklärung der Eltern oder ihres Vormunds dieses Dorf an bestimmten Wochenenden besuchen.
Neben dem Dorfgasthaus Die Drei Besen gibt es auch den Scherzartikelladen Zonkos, den Zauberutensilienladen Derwisch und Banges, den Kleiderladen Besenknechts Sonntagsstaat, den Süßigkeitenladen Honigtopf, ein etwas suspektes Lokal namens Eberkopf, Madam Puddifoot’s kleines Café und ein Postamt. Außerdem befindet sich dort der Bahnhof, in dem der Hogwarts-Express hält, der die Schüler von London nach Hogwarts und zurück bringt. Eine besondere Attraktion ist die Heulende Hütte, von der es heißt, es würde dort von Geistern nur so wimmeln.

#### Die Heulende Hütte
Die Heulende Hütte (Shrieking Shack) steht außerhalb des Dorfes Hogsmeade auf einem Hügel. Die Einwohner von Hogsmeade pflegen immer noch zu sagen, in dem Haus würde es spuken, dabei rührt sich in dieser Hütte seit Jahren nichts mehr. Ab dem 3. Band ist von einem Geheimgang die Rede, der von der Peitschenden Weide auf dem Hogwarts-Gelände bis zur Hütte führt. Dieser wurde angelegt, um dem Werwolf Remus Lupin während seiner Schulzeit in Hogwarts ein Versteck für seine Verwandlung zu bieten. Das Geräusch, nach dem die Hütte benannt wurde, war das Heulen des Werwolfs. Es gibt dort also gar keine Geister, was die Bewohner von Hogsmeade allerdings nicht wissen.
Ein Teil der Handlung des 3. Bandes findet in der heulenden Hütte statt. Harry erfährt dort, dass Sirius Black unschuldig im Gefängnis saß, wer damals wirklich die Muggel ermordet hat und dort wird auch Peter Pettigrew alias Wurmschwanz enttarnt, der als Animagus bis dahin unerkannt als Rons Ratte Krätze gelebt hat.
Im 7. Band wird die heulende Hütte Schauplatz des Mordes an Severus Snape, welcher durch Voldemorts Schlange Nagini getötet wird.

#### Die Drei Besen
Die Drei Besen (The Three Broomsticks) ist ein Gasthaus in Hogsmeade, wo Getränke wie Butterbier, Met oder Goldlackwasser ausgeschenkt werden. Die Wirtin und Besitzerin ist Madam Rosmerta, für die Ron eine Schwäche zeigt; ihr Met ist als der Allerbeste bekannt.
Harry Potter erfährt, als er sich hier im 3. Band versteckt, dass Sirius Black sein Taufpate ist und seine Eltern verraten haben soll.

#### Zonkos Scherzartikelladen
Zonkos Scherzartikelladen (Zonko’s Joke Shop) ist mit Sicherheit das Lieblingsgeschäft der Weasley-Zwillinge. Hier decken sie sich mit Nachschub an Scherzartikeln ein. Im Sortiment gibt es unter anderem pfeifende Würmer, Schluckaufdrops, Rülpspulver, Froschlaichseife und nasebeißende Teetassen. Zonkos Laden wurde, wie einige andere auch, nach dem Beginn des Krieges mit Voldemort geschlossen. Fred und George Weasley überlegten, ob sie ihn als Filiale übernehmen wollen, entschlossen sich aber dagegen, weil die Schüler Hogsmeade nicht mehr betreten durften.

#### Der Honigtopf
Der Honigtopf (Honeydukes Sweetshop) ist ein Süßigkeitenladen in Hogsmeade, der alle Arten von magischen und nichtmagischen Süßigkeiten führt. Sein Besitzer ist Ambrosius Flume. In den Keller dieses Ladens führt ein Geheimgang, der hinter der Statue der einäugigen Hexe in Hogwarts beginnt und durch den Harry in seinem dritten Schuljahr trotz fehlender Erlaubnis nach Hogsmeade gelangt.

#### Eberkopf
Der Eberkopf (Hog’s Head) ist ein etwas verrufenes Lokal in Hogsmeade, in dem zweifelhaftes Publikum verkehrt. Wirt des Eberkopf ist, wie man im 7. Band erfährt, Aberforth Dumbledore, der Bruder von Albus Dumbledore. Die Gläser sind sehr schmutzig und es riecht hier etwas nach Ziege. Harry und etliche Mitschüler treffen sich dort im 5. Band, um die Vorbesprechung zur Gründung von „Dumbledores Armee“ durchzuführen. Als sie die DA dort gründen, werden sie von Mundungus Fletcher beobachtet, der sich als Hexe getarnt hat. Hagrid spielt dort mit dem verhüllten Professor Quirrell (der Lord Voldemort in sich trägt) Karten, gewinnt dadurch einen Drachen und verrät ihm im betrunkenen Zustand, dass Fluffy (der 3-köpfige Hund) mittels Musik besänftigt werden kann. Außerdem hörte Dumbledore hier die Weissagung über Lord Voldemort und Harry Potter aus dem Mund von Sibyll Trelawney. Im siebten Band dient das Porträt von Dumbledores Schwester Ariana als einzig verbleibender unbewachter Zugang zu Hogwarts.

#### Madam Puddifoot’s
Madam Puddifoot’s ist ein kleines Café in Hogsmeade. Dieses Cafe ist vorwiegend für Liebespaare gedacht. Im 5. Band trifft Harry sich hier zu seinem ersten (und einzigen) Date mit Cho Chang am Valentinstag.

### Der Verbotene Wald
Der Zugang zum Verbotenen Wald (Forbidden Forest) ist für alle Hogwartsschüler verboten. Es wimmelt dort von allerlei Fabelwesen. Es gibt relativ harmlose wie Einhörner und Zentauren, aber auch Acromantula (Riesenspinnen) und Werwölfe. Im Band 5 lebt hier auch ein Riese namens Grawp, welcher der Halbbruder von Hagrid ist.
Obwohl der Zutritt eigentlich verboten ist, müssen Harry, Hermine, Neville Longbottom und Draco Malfoy bereits in Band 1 als Bestrafung mit Hagrid eine Tour in den Verbotenen Wald machen. In Band 2 treffen Ron und Harry auf die Kolonie der Acromantulas und ihren Häuptling Aragog. Sie werden beinahe von ihnen getötet, aber noch rechtzeitig von Arthur Weasleys Ford Anglia gerettet. In Band 5 lockt Hermine Dolores Umbridge in den Verbotenen Wald, und diese bekommt große Probleme, als sie die Zentauren beleidigt. In Band 7 versammeln sich Lord Voldemort und seine Todesser in einer Senke. Irrtümlicherweise denkt Voldemort, dass er Harry Potter dort ermordet hat.

## London

### Winkelgasse

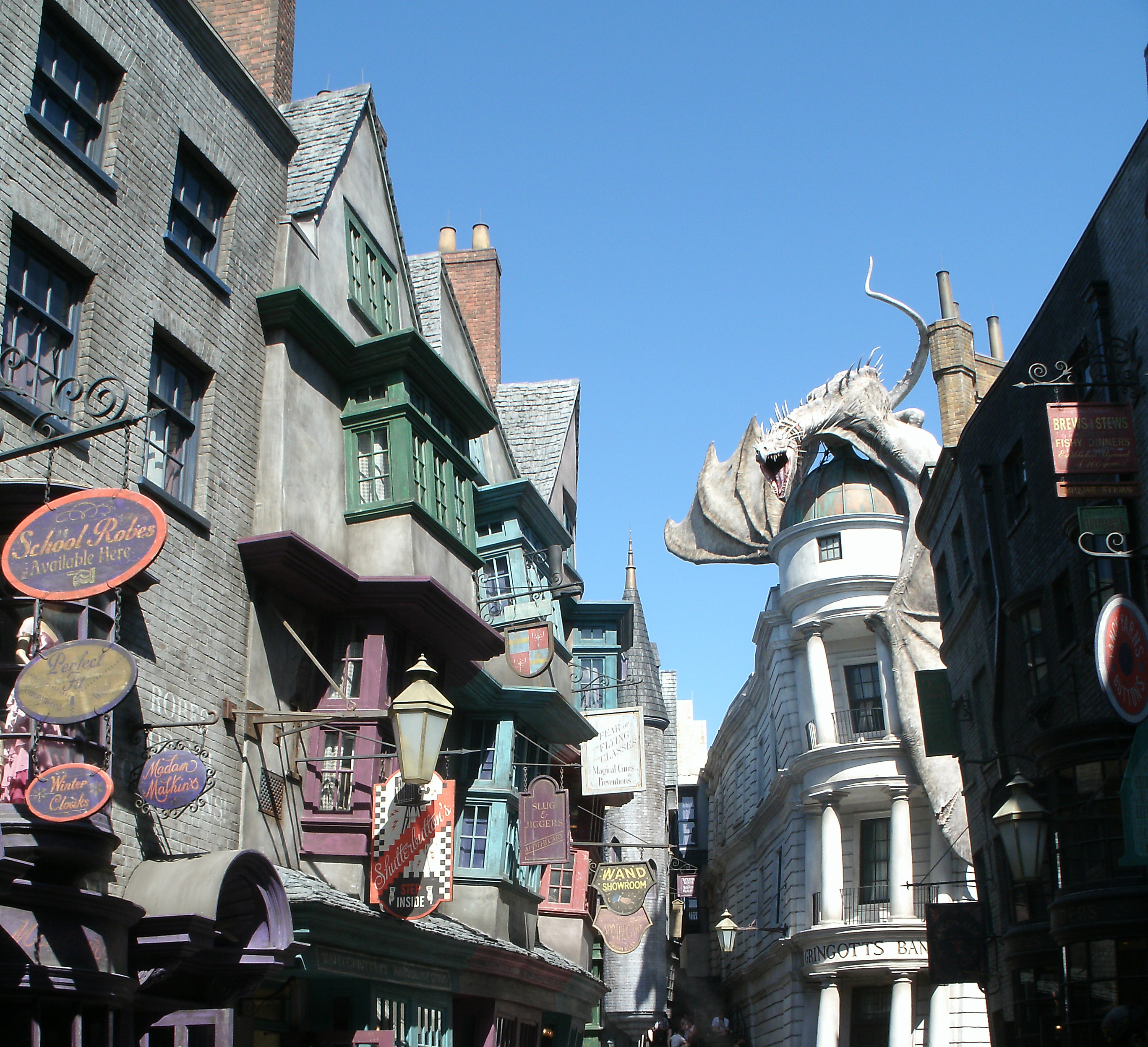
Winkelgasse im Universal Orlando Resort, Florida USA

Die Winkelgasse (Diagon Alley; spricht man beide Worte zusammen aus, klingen sie wie diagonally (englisch für „diagonal“), was wohl eine Anspielung auf die verwinkelte Struktur dieser Gasse darstellt) ist eine mitten in London gelegene, verborgene Einkaufsmeile für Zauberer. Sie stellt anscheinend den wirtschaftlichen Mittelpunkt der britischen Zaubergesellschaft dar. Man kann sie durch den Hinterhof eines schmuddeligen Pubs namens Zum Tropfenden Kessel in der Londoner Charing Cross Road erreichen. Der Zutritt ist allerdings nur Zauberern und deren Angehörigen möglich. In der Winkelgasse findet man Geschäfte für jeden erdenklichen Zaubererbedarf, wie z. B. Ollivanders Zauberstabwerkstatt, die Zauberbuchhandlung Flourish & Blotts, Madam Malkins Anzüge für alle Gelegenheiten, den Zauberscherzartikelladen Weasleys Zauberhafte Zauberscherze und natürlich die Zaubererbank Gringotts.

#### Zum Tropfenden Kessel
Zum Tropfenden Kessel (Leaky Cauldron, wörtlich also „Undichter Kessel“ oder „Löchriger Kessel“ bzw. „leckender Kessel“) ist ein dunkles, schmuddeliges Pub in der Londoner Charing Cross Road, das für Muggel unsichtbar ist. Betrieben wird das Pub vom alten, kahlköpfigen Wirt Tom. Neben der Verpflegung der Reisenden, die die Winkelgasse besuchen, wird ihnen hier auch die Möglichkeit zur Übernachtung geboten. Das Pub stellt gewissermaßen das Portal zwischen Muggel-London und der Winkelgasse dar, denn im Hinterhof befindet sich der Zugang zur Winkelgasse. Um das Tor zu öffnen, muss man einen bestimmten Stein in der Wand mit dem Zauberstab berühren. Das Pub ist auch an das Flohnetzwerk angeschlossen und damit Anlaufstelle für alle magischen Personen, die die Winkelgasse über diesen Weg erreichen wollen.
In Band 1 findet hier Harry Potters erster bewusster Kontakt mit der Zaubererwelt statt, als Rubeus Hagrid ihn bei seinem ersten Besuch in der Winkelgasse begleitet.
In einem Interview hat J. K. Rowling gesagt, dass später Hannah Abbott den tropfenden Kessel übernimmt und mit ihrem Mann Neville Longbottom dort auch wohnt.

#### Gringotts

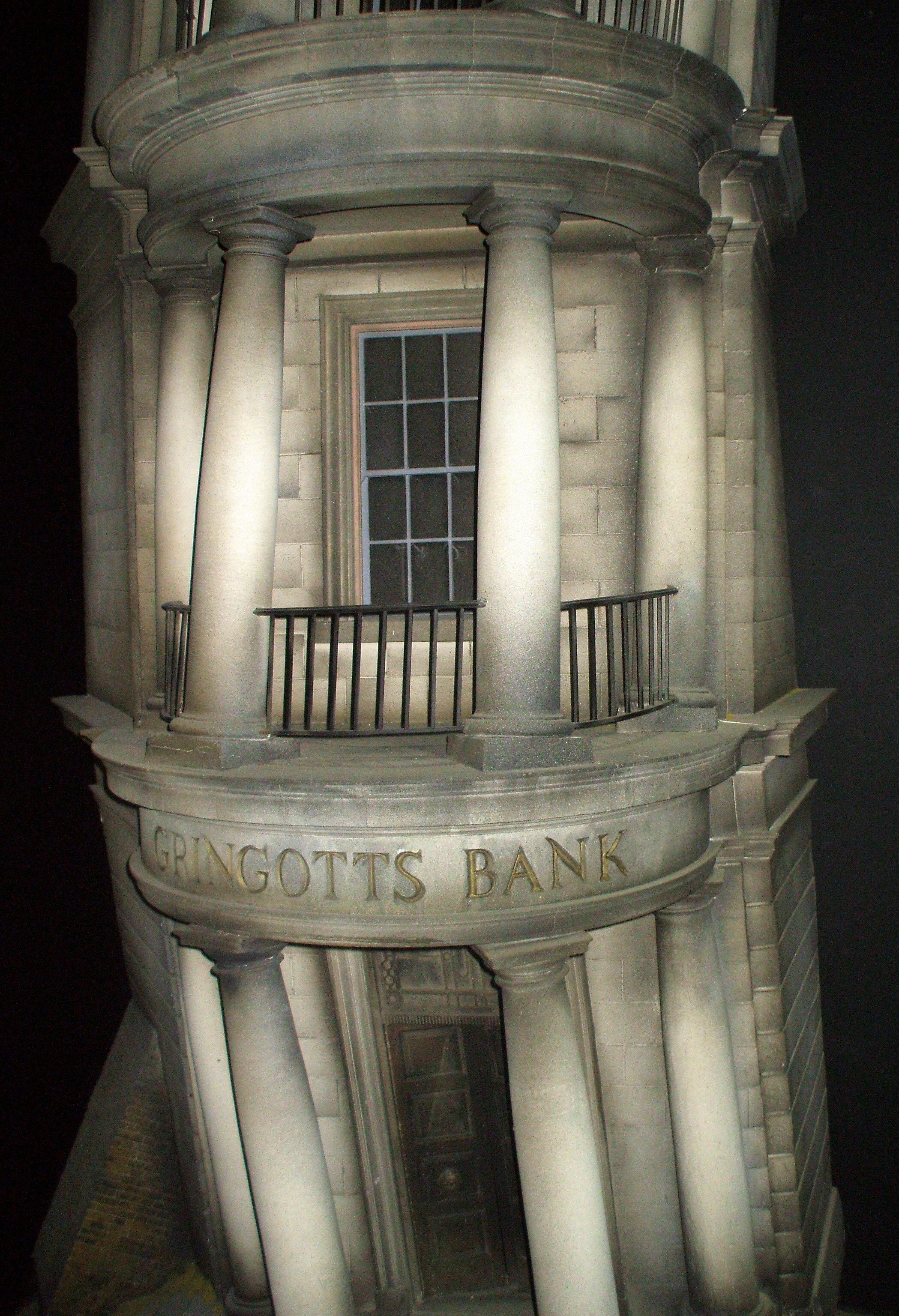
Gringotts

Gringotts ist die einzige Zaubererbank in England. Der Sitz der Bank ist ein schneeweißes Haus mit Bronzetoren, das hoch über die anderen Gebäude der Winkelgasse hinausragt. Die Bank wird von Kobolden (im Original: Goblins) betrieben, hat aber auch einige menschliche Angestellte. Zauberer und Hexen können hier ihre Ersparnisse oder andere Wertsachen in Verliesen deponieren, die tief unter der Erde liegen und mit kleinen Karren über ein Labyrinth von Bahngleisen zu erreichen sind. Sie sind durch strenge Sicherheitsmaßnahmen geschützt; Gerüchten zufolge bewachen Drachen die tiefer gelegenen Hochsicherheitsverliese, was sich im 7. Band bestätigt. In Gringotts kann ebenfalls Muggelgeld in Zauberergeld umgetauscht werden, was von jungen muggelgeborenen Zauberern und Hexen wahrgenommen wird, die von Haus aus nicht über Zauberergeld verfügen.
In Band 1 erfährt Harry Potter bei seinem ersten Besuch bei Gringotts von seinem Reichtum, einem ganzen Verlies voll mit Zauberergeld, welches seine Eltern ihm hinterlassen haben. Im Anschluss daran begleitet er Rubeus Hagrid zu einem Sicherheitsverlies, aus welchem dieser auf Anordnung Albus Dumbledores den Stein der Weisen abholt, um ihn nach Hogwarts zu bringen. Dies geschieht genau zum richtigen Zeitpunkt, denn kurze Zeit später wird in exakt dieses Verlies eingebrochen. Dieser Einbruch erregt großes Aufsehen in der Zaubererwelt, da Einbrüche in Gringotts so gut wie unmöglich sind. Wie sich später herausstellt, war der Einbrecher Lord Voldemort, der den Körper von Quirinus Quirrell unter seiner Kontrolle hatte.
Im letzten Band kommt Harry Potter auf seiner Suche nach einem Horkrux erneut nach Gringotts. Er schafft es zusammen mit dem Kobold Griphook sowie Ron und Hermine vorbei an allen Sicherheitsvorkehrungen in das Verlies der Lestrange-Familie. Nach letztlich erfolgreicher Suche entkommen sie mit Hilfe eines Drachen.
Die Innenaufnahmen von Gringotts im ersten Film wurden im Australia House, dem Sitz des australischen Hochkommissars in Großbritannien, am Strand in London gedreht.

#### Flourish & Blotts
Flourish & Blotts ist ein Geschäft für Zauberbücher in der Winkelgasse. Hogwarts’ Schüler beziehen hier gewöhnlich ihre Bücher für das neue Schuljahr. Manchmal finden auch Lesungen berühmter Zauberer und Hexen statt, wie z. B. von Gilderoy Lockhart, der hier in Band 2 seine Bücher signiert. Eine besondere Herausforderung stellt für die Angestellten in Band 3 Das Monsterbuch der Monster dar, welches Rubeus Hagrid als Lehrbuch im Fach „Pflege magischer Geschöpfe“ nutzt, denn die Bücher haben den ständigen Drang, sich gegenseitig zu zerfetzen.
In Band 2 wird Ginny Weasley in diesem Buchladen von Lucius Malfoy Tom Riddles Tagebuch untergeschoben, welches später zur Öffnung der Kammer des Schreckens führt und einer von Voldemorts 7 Horkruxen gewesen ist.
Zwei der Bücher, die es bei Flourish & Blotts zu kaufen gibt, sind auch außerhalb der Harry-Potter-Welt erhältlich:
- Newt Scamander: Phantastische Tierwesen & wo sie zu finden sind
- Kennilworthy Whisp: Quidditch im Wandel der Zeiten

#### Ollivander
Ollivander (Ollivander’s) ist ein sehr altes (seit 382 v. Chr. bestehendes) Geschäft für Zauberstäbe in der Winkelgasse. Es wird als eng und schäbig beschrieben, über der Eingangstür sieht man einen abblätternden, goldenen Schriftzug und im Schaufenster liegt ein einzelner Zauberstab auf einem verblassten roten Kissen. Im Inneren des kleinen Ladens stapeln sich tausende längliche Schachteln mit Zauberstäben bis unter die Decke. Besitzer des Geschäfts ist der Zauberstabmacher Mr. Ollivander, ein alter, weißhaariger Mann mit blassen, silbrigen Augen. Er hat ein extrem gutes Gedächtnis und kann sich an jeden Zauberstab erinnern, den er in seinem Leben verkauft hat.
Der Erwerb eines Zauberstabes ist kein trivialer Vorgang. Nachdem Mr. Ollivander den Kunden gründlich vermessen hat, reicht er einzelne Zauberstäbe zum Ausprobieren. Es liegt jedoch nicht beim Kunden, sich für einen Zauberstab zu entscheiden. Denn jeder Zauberstab ist einzigartig und passt entsprechend nicht zu jedem Zauberer. Es ist vielmehr so, dass der Zauberstab sich seinen Besitzer aussucht.
Harry Potter kauft in Band 1 hier seinen Zauberstab. Doch der Zauberstab, der sich am Ende Harry als neuen Besitzer ausgesucht hat, ruft bei Mr. Ollivander ein gewisses Maß an Erstaunen hervor. Es ist der einzige existierende Zwilling von Lord Voldemorts Zauberstab, beide Zauberstäbe haben einen Kern aus einer Feder desselben Phönix. In Band 4 kommt Mr. Ollivander nach Hogwarts, um dort die Zauberstäbe der Teilnehmer des Trimagischen Turniers zu überprüfen. Ab Band 6 ist Mr. Ollivander jedoch verschwunden und sein Geschäft verlassen. Es wird allgemein vermutet, dass Lord Voldemort ihn entführt hat, was sich in Band 7 bestätigt.

#### Madam Malkins Anzüge für alle Gelegenheiten
Madam Malkins Anzüge für alle Gelegenheiten (Madam Malkin’s Robes for All Occasions) ist ein Bekleidungsgeschäft in der Winkelgasse. Das Geschäft wird besonders jeden Sommer von den Schülern Hogwarts’ aufgesucht, die sich hier mit neuen, längeren Schulgewändern ausstatten. Aber man kann hier auch jede andere Art von Bekleidung kaufen, z. B. Ballgewänder.
Zu Beginn von Band 1 lernt Harry Potter bei seinem ersten Besuch in der Winkelgasse in diesem Geschäft seinen späteren Erzfeind Draco Malfoy kennen – und entwickelt von Beginn an eine Abneigung gegen ihn, auch wenn er von Dracos Fragen ziemlich verwirrt ist und viele Begriffe aus der Zaubererwelt noch nicht kennt. Genau fünf Jahre später, zu Beginn von Band 6, gibt es hier eine weitere Begegnung der beiden, mit dem Unterschied, dass sie sich mittlerweile ihrer Rollen in der Zaubererwelt bewusst sind. Dracos Verhalten in der Szene ist einer der ersten Hinweise auf seine mögliche neue Mitgliedschaft bei den Todessern.

#### Weasleys Zauberhafte Zauberscherze
Weasleys Zauberhafte Zauberscherze (Weasley’s Wizard Wheezes) ist der Scherzartikelladen, den Fred und George Weasley nach ihrem frühzeitigen Abgang von Hogwarts in Band 5 mit geheimer finanzieller Unterstützung seitens Harry Potter gegründet haben. Das Geschäft mit Scherzartikeln und Süßigkeiten floriert, denn die beiden verkaufen hier die gesamte einfallsreiche Palette an Scherzartikeln und Naschereien, die sie während ihrer Zeit in Hogwarts entwickelt haben.

#### Eeylops Eulenkaufhaus
In Eeylops Eulenkaufhaus (Eeylops Owl Emporium) werden Eulen verschiedenster Arten zum Kauf angeboten. Namentlich werden auf einem Schild über der Tür Waldkäuze, Zwergohreulen, Steinkäuze, Schleiereulen und Schneeeulen genannt.
Rubeus Hagrid kauft hier in Band 1 die Schneeeule Hedwig, die er Harry Potter zum 11. Geburtstag schenkt.

#### Magische Menagerie
Die Magische Menagerie (Magical Menagerie) ist eine Tierhandlung für viele Arten von magischen Tieren wie z. B. gewaltige purpurrote Kröten, gigantische juwelenbesetzte Schildkröten, giftige orangerote Schnecken, Katzen in allen Farben, Raben und Ratten. Der Laden ist ziemlich eng und mit Käfigen vollgestellt, die Luft ist schlecht und man ist dem Lärm der verschiedensten Tiere ausgesetzt.
Hermine Granger erwirbt hier zu Beginn von Band 3 ihren Kater Krummbein.

### Nokturngasse
Die Nokturngasse (Knockturn Alley; das englische Wort nocturnal bedeutet „nächtlich“) ist eine kleine, düstere Seitenstraße der Winkelgasse. Sie ist bei allen anständigen Zauberern verrufen, denn neben allerlei zwielichtigen Gestalten gibt es hier einige Geschäfte, die Artikel zum Betreiben schwarzer Magie anbieten. Namentlich bekannt ist allerdings nur ein Laden: Borgin und Burkes.

#### Borgin und Burkes
Borgin und Burkes (Borgin and Burkes) ist das größte Geschäft in der Nokturngasse und das einzige, das in den Büchern erwähnt wird. Zum Verkauf steht hier ein großes Sortiment an Artefakten, die den „Dunklen Künsten“ zuzurechnen sind. Unter der Ladentheke handelt Mr. Borgin auch mit verbotenen Gegenständen.
In Band 2 landet Harry Potter im Kamin dieses Geschäfts, als er mit der Familie Weasley mittels Flohpulver in die Winkelgasse gelangen wollte, aber einen Kamin zu weit fliegt.
In Band 6 verfolgen Harry Potter, Ron Weasley und Hermine Granger Draco Malfoy durch die Nokturngasse hierher, wo er vermutlich ein verfluchtes Opalhalsband kauft, durch das später Katie Bell schwer verletzt wird.
Außerdem stellt sich heraus, dass Tom Riddle nach seiner Schulzeit in Hogwarts hier arbeitete und durch Zufall an Gegenstände von zwei der vier Hogwarts-Gründer herankam. Albus Dumbledore vermutet, dass er diese als Horkruxe benutzte, die Harry Potter finden und zerstören muss.

### King’s Cross

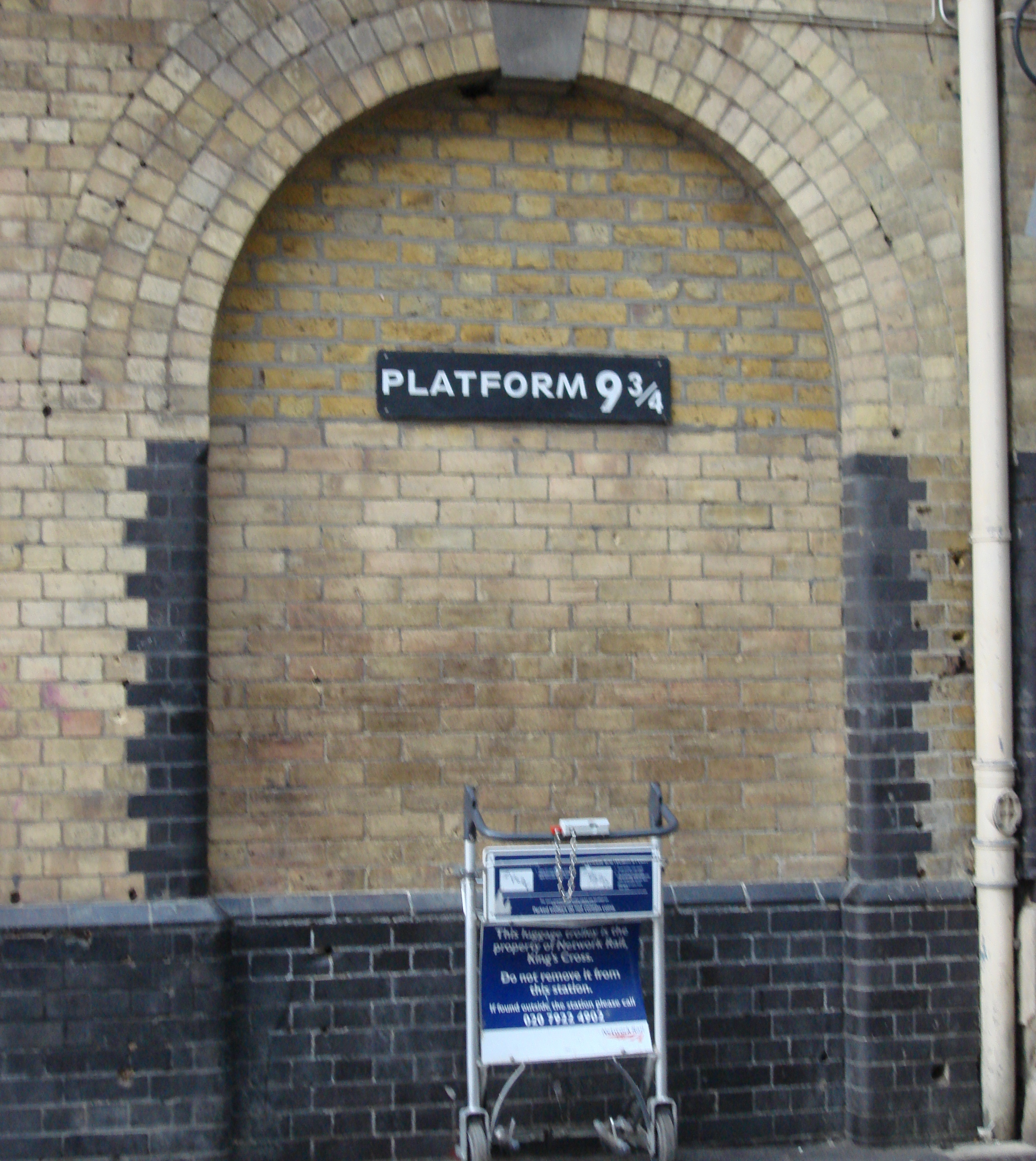
„Platform 9¾“-Schild am Nebengebäude von King’s Cross, in dem sich die Gleise 9 bis 11 befinden

Vom Londoner Bahnhof King’s Cross fährt jährlich am 1. September um 11 Uhr der Hogwarts-Express zum Bahnhof Hogsmeade in Schottland – und zwar vom Gleis neundreiviertel (Platform Nine and Three-Quarters). Der Zug befördert die Schüler und manchmal auch Lehrer zum Schuljahresbeginn nach Hogwarts, das in der Nähe des Dorfes liegt. Der Zugang zu dem für Muggel unsichtbaren Gleis ist ein verstecktes Portal in der Wand zwischen den Gleisen 9 und 10. Die Schülerschaft wird nach Schuljahresende vom Hogwarts-Express wieder nach Kings Cross Gleis 9¾ zurückgebracht.
Rowling bemerkte nach der Veröffentlichung der Bücher, dass sie die Anordnung der Gleise im Bahnhof King’s Cross mit der des Bahnhofs Euston verwechselt hatte. Die Gleise 9 und 10 liegen in King’s Cross nebeneinander, sodass sich zwischen diesen kein für das Portal erforderlicher Bahnsteig befindet.

### Zaubereiministerium
Das Zaubereiministerium (Ministry of Magic) unter Führung des Zaubereiministers stellt die Regierung der britischen Zaubergemeinschaft dar. Das Ministerium hat sieben große Abteilungen und viele kleinere Büros, die verschiedenste Verwaltungsaufgaben in der Zaubererwelt wahrnehmen.
Das Ministerium befindet sich im Zentrum Londons und ist komplett unterirdisch gelegen. Wenn man nicht mittels Flohpulver durch einen der Kamine anreist oder appariert, kann man über eine alte Telefonzelle, in der man die Nummer 62443 (steht für M-A-G-I-E auf einem Tastentelefon, im englischen Original 62442 für M-A-G-I-C) wählt, in die riesige und sehr prachtvoll gestaltete Eingangshalle im 8. Untergeschoss gelangen. Als Besucher muss man hier seinen mitgebrachten Zauberstab beim Sicherheitszauberer registrieren lassen. Im Band 7 erhalten Harry, Hermine und Ron sowie vor allem die angestellten Zauberer Zugang zum Ministerium, indem sie sich auf einer öffentlichen Toilette „herunterspülen“.
In Band 5 sind die Mysteriumsabteilung und die Empfangshalle Schauplatz des Kampfes im Ministerium, bei dem Harry Potter, fünf seiner Freunde und fünf Mitglieder des Phönixordens einigen Todessern gegenüberstehen. Im Verlauf der Kampfhandlungen kommt Harrys Pate Sirius Black zu Tode. Das finale Duell zwischen Albus Dumbledore und Lord Voldemort endet in der Flucht Voldemorts vor den eintreffenden Auroren.

#### Abteilungen des Zaubereiministeriums
Das gesamte „unterirdische Gebäude“ besteht aus zehn Etagen. Tatsächlich kann man von einem „richtigen Gebäude“ sprechen und nicht von einem unterirdischen Bunker oder Kellersystem, da zumindest in den oberen sieben Stockwerken durch magische Fenster an der Wand suggeriert wird, dass man sich über der Erde befindet. In diesen sieben Untergeschossen oberhalb der Eingangshalle befinden sich die Hauptabteilungen. Im neunten Untergeschoss hat die geheimnisvolle Mysteriumsabteilung ihren Sitz, deren Mitarbeiter sich die Unsäglichen nennen und wo Mysterien wie der Tod, die Zeit, die Liebe und Prophezeiungen erforscht werden. Alle Stockwerke, mit Ausnahme des zehnten Untergeschosses, in dem sich die Gerichtssäle befinden, sind durch mehr als 20 Aufzüge miteinander verbunden. Der Austausch von Notizen und Informationen zwischen den Abteilungen erfolgt über kleine Papierflieger (Memos), die von Büro zu Büro fliegen und dabei auch die Aufzüge benutzen.
| Untergeschoss | Name der Abteilung                       | Unterabteilungen |
| ------------- | ---------------------------------------- | --- |
| 1             | Ministeriumszentrale                     | Büro des Zaubereiministers und seiner Mitarbeiter |
| 2             | Magische Strafverfolgung                 | - Büro gegen den Missbrauch der Magie - Aurorenzentrale - Zaubergamot-Verwaltungsdienst - Büro gegen den Missbrauch von Muggelartefakten                |
| 3             | Magische Unfälle und Katastrophen        | - Kommando für die Umkehr verunglückter Magie - Vergissmich-Zentrale - Komitee für Muggelgerechte Entschuldigungen                                      |
| 4             | Führung und Aufsicht Magischer Geschöpfe | - Tierwesen-, Zauberwesen- und Geisterbehörde - Koboldverbindungsbüro - Seuchenberatungsbüro                                                            |
| 5             | Internationale Magische Zusammenarbeit   | - Internationaler Magischer Handelsstandardausschuss - Internationales Büro für Magisches Recht - Internationale Zauberervereinigung, britische Sektion |
| 6             | Magisches Transportwesen                 | - Flohnetzwerkaufsicht - Besenregulationskontrollamt - Portschlüsselbüro - Appariertestzentrum                                                          |
| 7             | Magische Spiele und Sportarten           | - Zentrale der Britischen und Irischen Quidditch-Liga - Offizieller Koboldstein-Klub - Büro für Lächerliche Patente                                     |
| 8             | Empfangshalle                            | |
| 9             | Mysteriumsabteilung                      | - Halle der Prophezeiungen - Raum des Todes - Raum der Zeit - Raum der Gedanken - Raum der Planeten - Raum der Liebe (allzeit verschlossen)             |
| 10            | Gerichtssäle                             | - Zaubergamot |

#### Zaubereiminister
Die Funktion des Zaubereiministers (Minister of Magic) umfasst anscheinend legislative, exekutive und judikative Funktionen, was eine sehr große Machtposition bedeutet. So kann er beispielsweise Verabschiedung und Änderung von Zaubergesetzen veranlassen oder auch die Leitung von Gerichtsverhandlungen übernehmen.
Nachdem Millicent Bagnold aus dem Amt ausgeschieden war, war der seinerzeit sehr populäre Albus Dumbledore als neuer Zaubereiminister im Gespräch. Dumbledore aber wollte sich auf sein Amt als Schulleiter von Hogwarts konzentrieren und so wurde Cornelius Fudge neuer Minister. Aber er war nur die dritte Wahl, denn nachdem Dumbledore abgelehnt hatte, sollte eigentlich Bartemius „Barty“ Crouch die Stelle bekommen. Doch das wurde durch die Enthüllung der Todesser-Mitgliedschaft seines Sohnes Bartemius „Barty“ Crouch jr. unmöglich.
Cornelius Fudge zeigt im Laufe der Romane stärker werdende Anzeichen von Paranoia. Er glaubt, dass Albus Dumbledore eine Bedrohung für seine Autorität darstellt, und versucht daher ständig, ihn in Misskredit zu bringen. In Band 4 und dem größten Teil von Band 5 weigert er sich zu akzeptieren, dass Lord Voldemort zurück ist. Als sich herausstellt, dass er falschliegt und außerdem Todessern wie Lucius Malfoy vertraute, wird er zu Beginn von Band 6 durch Rufus Scrimgeour ersetzt.
Rufus Scrimgeour, dem ehemaligen Chef der Aurorenzentrale, wird eher zugetraut, mit Lord Voldemort und seinen Todessern fertigzuwerden. Das Ministerium greift unter seiner Führung hart durch, allerdings mit eher mäßigem Erfolg, was ihm von einigen Seiten als blinder Aktionismus vorgeworfen wird.
Im siebten Band wird Rufus Scrimgeour getötet, als die Todesser das Ministerium übernehmen.
Sie setzen Pius Thicknesse als neuen Minister ein, welcher von den Todessern durch den Imperius-Fluch kontrolliert wird.
Unter seiner Führung (eigentlich Voldemorts Führung) nimmt das Ministerium eine klar muggelfeindliche Haltung an, die sich auch gegen muggelgeborene Zauberer richtet.
Am Ende der Schlacht um Hogwarts wird Kingsley Shacklebolt zum temporären Zaubereiminister ernannt. Nach dem Krieg bleibt er Minister und unter ihm werden die muggel- und muggelgeborenenfeindlichen und Pro-Reinblut-Gesetze außer Kraft gesetzt.

### St.-Mungo-Hospital
Im St.-Mungo-Hospital für Magische Krankheiten und Verletzungen (St Mungo’s Hospital for Magical Maladies and Injuries) werden Zauberer behandelt, die sich auf magische Weise Krankheiten oder Verletzungen zugezogen haben. Das Personal von St. Mungo wird nicht als Ärzte, sondern als Heiler bezeichnet. Muggel-Heilmethoden, wie etwa das Nähen von Wunden, werden als rückständig und abwegig betrachtet. Der Gründer des Hospitals war Mungo Bonham (1560–1659), ein berühmter Heiler.
St. Mungo befindet sich in London. Im Gegensatz zum Zaubereiministerium ist es wegen der Frischluftzufuhr nicht unterirdisch angelegt, sondern befindet sich in einem alten, angeblich „wegen Renovierung geschlossenen“ Kaufhaus. Um das Krankenhaus zu betreten, müssen sich Besucher bei einer Schaufensterpuppe ankündigen und durch eine Schaufensterscheibe gehen.
In St. Mungo wird Arthur Weasley behandelt, nachdem er in Band 5 von Lord Voldemorts Schlange Nagini gebissen wurde. Ebenso leben dort Alice und Frank Longbottom, die Eltern von Neville Longbottom, die durch Folter mittels des Cruciatus-Fluches den Verstand verloren haben. Auch Gilderoy Lockhart befindet sich hier, seit er in Band 2 durch Ron Weasleys kaputten Zauberstab sein Gedächtnis verloren hat. In Band 6 muss die Jägerin in Harrys Quidditch-Team Katie Bell einen Großteil des sechsten Schuljahres im St.-Mungo-Hospital verbringen, nachdem sie bei ihrem ersten Hogsmeade-Ausflug in diesem Jahr von einem verhexten Halsband, das sie Dumbledore übergeben soll, schwer verletzt wurde.

### Grimmauldplatz 12
Das Haus am Grimmauldplatz Nummer zwölf (Number twelve, Grimmauld Place) ist ein Homophon zu grim old place (englisch für „düsterer, alter Ort“). Dort war jahrhundertelang der Sitz der Zaubererfamilie Black. Der letzte von ihnen, Harry Potters Pate Sirius Black, hat es dem Phönixorden als Hauptquartier zur Verfügung gestellt.
Es wird von einem speziellen Geheimniszauber verborgen und kann nur von den Personen gesehen werden, denen der Geheimniswahrer Albus Dumbledore persönlich die Adresse verrät. Es quetscht sich dann zwischen den anderen Häusern hervor und man kann es betreten.
Nach Sirius Blacks Tod erbt Harry Potter das Haus. Er hat aber gar kein großes Interesse daran, da es ihn zu sehr an Sirius erinnern würde. Außerdem hängt dort ein Porträt von Sirius’ Mutter, das bei jeder Kleinigkeit anfängt zu schreien und gegen Hexen und Zauberer zu wettern, die nicht reinblütig sind. Aufgrund eines Klebefluches kann es nicht entfernt werden, genauso wie zum Beispiel ein Wandteppich, der den Stammbaum der Blacks mit denen anderer reinblütiger Familien verknüpft und aus dem schändliche Verwandte herausgebrannt wurden. In dem Haus arbeitete der Hauself Kreacher, der jedoch keine große Hilfe war, da er Sirius nur widerwillig gehorchte. Harry hat ihn ebenfalls geerbt und auf seinen Befehl hin arbeitet er in Hogwarts als Küchenhilfe.
Im 7. Band verwenden Harry, Ron und Hermine das Haus als Versteck, solange sie nach Slytherins verlorenem Medaillon suchen. Harry schafft es, ein freundschaftliches Verhältnis zu Kreacher aufzubauen. Er findet einen Brief seiner Mutter an Sirius und den Beweis, dass der geheimnisvolle R.A.B. Sirius’ Bruder Regulus Arcturus Black ist.
Folgende Räume werden in den Romanen erwähnt: Küche, Esszimmer, Wohnzimmer, Badezimmer, fünf Schlafzimmer (Zimmer von Harry und Ron, Zimmer von Hermine und Ginny und Zimmer von Frau Black im 5. Band, Zimmer von Sirius und Regulus im 7. Band).

## Sonstige

### Askaban
Askaban (Azkaban) ist das auf einer Felseninsel in der Nordsee gelegene Zauberergefängnis. Zauberer und Hexen, die die Gesetze der Zaubergemeinschaft brechen und zu einer Freiheitsstrafe verurteilt werden, müssen hier ihre Strafe absitzen. Normalerweise werden jedoch nur sehr schwere Verbrechen, z. B. die Anwendung der Unverzeihlichen Flüche, mit Haft in Askaban bestraft. Viele der Insassen waren oder sind Anhänger von Lord Voldemort.
Als Gefängniswachen dienen Dementoren, die dem Zaubereiministerium unterstellt sind. Dementoren sind auf den ersten Blick die perfekten Wachen, da man ihnen keinen physischen Schaden zufügen kann. Der einzige Zauber, der ihnen etwas entgegensetzt, ist der komplizierte Patronus-Zauber, und selbst dieser hält sie nur für eine Weile auf. Die Insassen sind den Dementoren hilflos ausgeliefert, denn sie „saugen“ jedes gute Gefühl und jede gute Erinnerung aus ihnen heraus, bis die Opfer die schrecklichsten Momente ihres Lebens wieder und wieder erleben müssen. Dadurch werden viele der Insassen nach einer Weile verrückt oder sterben, weil sie die Lust am Leben verlieren und das Essen verweigern.
Albus Dumbledore drückte immer seine Bedenken aus, die Anhänger von Lord Voldemort ausgerechnet mit Hilfe der Kreaturen zu bewachen, die sich Voldemort am wahrscheinlichsten anschließen werden, sollte er wieder an die Macht kommen. Und genau dies geschieht im 5. und 6. Band.
Nur wenige Zauberer sind jemals aus Askaban geflohen. Zu ihnen gehört Sirius Black, dem dies zu Beginn des 3. Bandes nach zwölf Jahren Haft gelingt. Durch einen Trick konnte einige Jahre zuvor schon der Todesser Barty Crouch jr. aus Askaban herausgeschmuggelt werden. Im 5. Band kommt es zu einem Massenausbruch aus Askaban.
Kingsley Shacklebolt schaffte es als Zaubereiminister, Askaban von den Dementoren zu befreien, seitdem passen Auroren auf die Gefangenen auf.
Im Kinofilm des 5. Bandes sieht man das erste Mal Askaban in der Filmreihe.

### Fuchsbau
Fuchsbau (The Burrow) ist der Name des Hauses der Familie Weasley im fiktiven Ort Ottery St. Catchpole. Das Haus ist sehr hoch (vier bis fünf Stockwerke), wird nur durch Zauberkraft zusammengehalten und erweckt den Anschein, im nächsten Augenblick einzustürzen. Es hat gewisse Ähnlichkeit mit einem Schweinestall, an dem etliche Räume angebaut wurden. Im Speicher wohnt ein Ghul, der manchmal heult, stöhnt und auf Rohren herumklopft. Der Garten um das Haus herum ist verwildert und muss immer mal wieder „entgnomt“ werden. In der Nähe befindet sich gut versteckt eine kleine Obst-Plantage, wo die Weasley-Kinder Quidditch trainieren. Auf der dem Fuchsbau gegenüberliegenden Seite von Ottery St. Catchpole liegt der Hügel Wieselkopf, den die Weasleys und Harry aufsuchen, um mit einem Portschlüssel zur Quidditch-Weltmeisterschaft zu gelangen.
Der Fuchsbau ist einer der Lieblingsorte Harrys und wird das erste Mal von ihm im 2. Teil der Reihe besucht.

### Godric’s Hollow
Godric’s Hollow ist ein Dorf in Südwestengland. In dem Ort leben sowohl Zauberer als auch nichtmagische Menschen (Muggel).
In Godric’s Hollow lebte die Familie Potter, bis Lord Voldemort sie dort aufspürte und er Lily und James ermordete. Der 15-monatige Harry überlebte den Mordversuch und trug nur eine Narbe auf der Stirn davon. Das Haus, welches die Potters bewohnten, wurde bei ihrer Ermordung teilweise zerstört. Es ist mit einer (für Muggel unsichtbaren) Gedenktafel versehen, auf der viele Besucher Glückwünsche für Harry hinterlassen haben. Das Kriegerdenkmal des Ortes ist verzaubert; nur Zauberer sehen, dass es Harrys Eltern mit ihm als Baby auf dem Arm zeigt.
In Godric’s Hollow lebten außerdem der Hogwarts-Mitgründer Godric Gryffindor (auf den der Name des Ortes zurückgeht), die Familie Dumbledore, Bathilda Bagshot, Gellert Grindelwald und die drei Peverell-Brüder Antioch, Cadmus und Ignotus, die ursprünglichen Besitzer der Heiligtümer des Todes.
Im 7. Band besuchen Harry und Hermine Godric’s Hollow, um nach einem Horkrux zu suchen, und werden dabei beinahe von Voldemort und seiner Schlange Nagini gefasst.

### Little Hangleton
Little Hangleton ist ein in einem Tal zwischen zwei steilen Hügeln gelegenes Dorf und Heimatort der Familien Riddle und Gaunt. Der Ort ist im vierten Band erstmals Schauplatz der Geschichte.
Ein Gutshaus auf einem der Hügel ist der ehemalige Familiensitz der Riddles. Das Haus dient Lord Voldemort im vierten Band vorübergehend als Unterschlupf, als er seine endgültige Rückkehr vorbereitet. Dort ermordet er den Muggel Frank Bryce. Für seine Rückkehr benötigt Voldemort unter anderem die Knochen seines Vaters Tom Riddle sen., der auf dem örtlichen Friedhof begraben liegt. Der Friedhof ist Schauplatz des Finales des vierten Bandes: Nachdem Cedric Diggory ermordet und Voldemorts Körper wiederhergestellt wurde, beruft Voldemort hier zum ersten Mal wieder eine Versammlung seiner Todesser ein. Harry Potter entkommt nur knapp.
Am Hang des gegenüber liegenden Hügels lebten die Gaunts in einer kleinen, verfallenen und abgelegenen Hütte. Albus Dumbledore findet hier Vorlost Gaunts Ring (einen der Horkruxe und gleichzeitig eines der Heiligtümer des Todes).

### Little Whinging
Little Whinging (englisch whinging bedeutet „Herumnörgeln“, eine Umschreibung des typischen Verhaltens der Dursleys) ist eine bürgerliche Vorstadtsiedlung von London in der Grafschaft Surrey. Im Ligusterweg 4 (im Original: number four, Privet Drive) wohnt die Familie Dursley, bei der Harry Potter lebte, nachdem seine Eltern ermordet worden sind, als er 15 Monate alt war. Albus Dumbledore hatte, bevor er Harry dort ablieferte, das Haus mit einem komplexen Zauber versehen, der Harry bis zu seinem 17. Geburtstag (dem Tag seiner
„magischen“ Volljährigkeit) schützen sollte. Um den Schutz zu erhalten, sollte das Haus Harrys Zuhause sein, weswegen er jährlich einen großen Teil der Sommerferien bei den Dursleys verbringen musste.
In Little Whinging wird Harry in Band 5 von Dementoren angegriffen, die er mit einem Patronus-Zauber abwehrt. Später stellt sich heraus, dass die Dementoren von Dolores Umbridge geschickt worden sind, um Harry davon abzuhalten, weiter die Wahrheit über Lord Voldemorts Rückkehr zu verbreiten.
Joanne K. Rowling beschreibt Little Whinging als eine sehr langweilige und stereotype Vorstadtsiedlung. Das Leben dort stellt einen Kontrast zu Harrys neuem, aufregendem Leben in der Zaubererschule Hogwarts dar.

### Herrenhaus der Malfoys
Das Herrenhaus der Malfoys (englisch Malfoy Manor) wird von Draco Malfoy und seinen Eltern Lucius und Narzissa Malfoy bewohnt. Das Anwesen, welches an einer kleinen Landstraße liegt, wird von einer gepflegten, hohen Hecke umgeben. Innerhalb dieser befindet sich eine Parkanlage, in der sich ein Springbrunnen und mehrere Albino-Pfauen befinden.
Um das schmiedeeiserne Doppeltor zu öffnen, welches sich am Ende einer breiten Auffahrt befindet, muss man das Dunkle Mal eingebrannt haben. Von dieser führt ein Kiesweg zum Herrenhaus. In der mit Teppich ausgelegten Eingangshalle sind die Wände mit Porträts der Vorfahren versehen. Des Weiteren findet ein Salon mit dunkelroten Wänden und einem reich verzierten Marmorkamin sowie ein Kerker in der Heptalogie Erwähnung. Der Salon fand erstmals in Harry Potter und die Kammer des Schreckens Erwähnung, da unter einer Falltür schwarzmagische Objekte der Malfoys versteckt waren. Im ersten Kapitel von Harry Potter und die Heiligtümer des Todes wurde eine Versammlung Voldemorts und seiner Todesser in jenem Salon ausgerichtet. Harry, Ron und Hermine sowie Luna, Dean und Ollivander waren im Kapitel Das Haus Malfoy, u. a. von Greifern gefangen, im Kerker inhaftiert. Als Voldemort vom Raub des goldenen Bechers von Helga Hufflepuff erfuhr, tötete er alle Anwesenden im Salon, welche nicht flüchteten.

### Nurmengard
Nurmengard ist der Name eines Zauberergefängnisses in den österreichischen Alpen, das im 7. Band das erste Mal erwähnt wird. Es wurde von einem der größten Schwarzmagier der Zaubereigeschichte, Gellert Grindelwald, erbaut und sollte dazu dienen, alle seine Gegner dort einzusperren. Seit er 1945 von Albus Dumbledore in einem Duell geschlagen wurde, besetzt Grindelwald dort selbst eine Zelle, in der er im 7. Band von Lord Voldemort aufgesucht und ermordet wird.

### Spinner’s End
Spinner’s End ist eine Straße in einer fiktiven britischen Stadt namens Cokeworth. Sie wird als eine unter mehreren ähnlich aussehenden Straßen in einem verfallenen Industrieviertel in der Nähe eines schmutzigen Flusses beschrieben. Severus Snape besitzt hier ein Haus, welches er in den Sommerferien bewohnt. Die Gegend wird im 6. Band abfällig als „Muggelkloake“ bezeichnet; das ist die erste Andeutung auf die Muggel-Abstammung Snapes. Am Ende des 7. Bandes stellt sich heraus, dass die Eltern Evans mit den Töchtern Lily (verheiratete Potter) und Petunia (verheiratete Dursley) in der Nähe dieses Viertels lebten. Der von Lily und Petunia frequentierte Spielplatz lag in erreichbarer Entfernung für den jungen Snape.

## Filme
- Auf den Spuren von Harry Potter: Kulissen des Weltkinos. 43-minütige Filmdokumentation von Jean Froment (Frankreich 2017).